# تشغيل اختباري
تشغيل اختباري (بالإنجليزية: Dry run)‏ أو (بالإنجليزية: practice run)‏ هي عملية اختبار يتم فيها التخفيف عمداً من آثار الفشل المحتمل.

## وصلات خارجية
- World Wide Words: Dry Run
- Wiktionary - dry run